# Liste von Schiffen mit dem Namen Philadelphia
Philadelphia ist ein mehrfach verwendeter Name für Schiffe. Namensgeber war in der Regel die Stadt Philadelphia im US-Bundesstaat Pennsylvania.

## Schiffsliste
| Bezeichnung  | Schiffsart          | Klasse / Typ       | Baujahr | Bauwerft                             | Eigner             | Dienstzeit           | Verbleib                                                | Bild |
| ------------ | ------------------- | ------------------ | ------- | ------------------------------------ | ------------------ | -------------------- | ------------------------------------------------------- | ---- |
| Philadelphia | Kanonenboot         |                    | 1776    |                                      |                    | 1776                 | Am 11. Oktober 1776 gesunken                            |      |
| Philadelphia | Fregatte            |                    | 1800    |                                      | United States Navy | 1800–1804            | Am 16. Februar 1804 verbrannt                           |      |
| Philadelphia | Raddampfer          |                    | 1859    |                                      |                    | 1859–1869            | 1869 in Ironsides umbenannt, 1873 gestrandet            |      |
| Philadelphia | Kombischiff         |                    | 1885    | William Cramp and Sons, Philadelphia | Red D Line         | 1885–1925            | 1925 abgewrackt                                         |      |
| Philadelphia | Passagierschiff     |                    | 1889    | John Brown & Company, Clydebank      |                    | 1901–1917; 1919–1920 | 1923 abgewrackt                                         |      |
| Philadelphia | Geschützter Kreuzer |                    | 1890    | William Cramp & Sons, Philadelphia   | United States Navy | 1890–1902            | 1927 abgewrackt                                         |      |
| Philadelphia | Leichter Kreuzer    | Brooklyn-Klasse    | 1937    | Philadelphia Naval Shipyard          | United States Navy | 1937–1947            | 1951 verkauft und in Barroso umbenannt, 1974 abgewrackt |      |
| Philadelphia | Atom-U-Boot         | Los-Angeles-Klasse | 1977    | Electric Boat, Groton                | United States Navy | 1977–2010            | Abgewrackt                                              |      |